# Justine Bateman
Justine Bateman (Rye, 1966. február 19. –) amerikai színésznő, filmrendező, forgatókönyvíró, filmproducer és író. Jason Bateman testvére.
Pályafutása elején, 1982 és 1989 között a Családi kötelékek című szituációs komédia szereplője volt, mellyel Golden Globe- és Primetime Emmy-díjra jelölték. Feltűnt a Mintapasik (1996), valamint a Született feleségek (2008–2012) epizódjaiban is.
Filmjei közé tartozik a Gördülő kavicsok (1988) és a TV játék (2006). 2021-ben debütált rendezőként Violet című filmdrámájával, melyet forgatókönyvíróként és társproducerként is jegyez.

## Filmográfia

### Film
| Év   | Magyar cím            | Eredeti cím                                               | Szerep                       | Magyar hang    |
| ---- | --------------------- | --------------------------------------------------------- | ---------------------------- | -------------- |
| 1988 | Gördülő kavicsok      | Satisfaction                                              | Jennie Lee                   |                |
| 1990 |                       | The Closer                                                | Jessica Grant                |                |
| 1992 |                       | Primary Motive                                            | Darcy Link                   |                |
| 1993 |                       | Beware of Dog (rövidfilm)                                 | Linda Irving                 |                |
| 1993 | Zűrzavaros éjszakák   | The Night We Never Met                                    | Janet Beehan                 | Ullmann Zsuzsa |
| 1996 | Isten magányos embere | God's Lonely Man                                          | Meradith                     | Roatis Andrea  |
| 1997 |                       | Kiss & Tell                                               | Molly McMannis               |                |
| 1999 |                       | Say You'll Be Mine                                        | Chelsea                      |                |
| 2002 |                       | Highball                                                  | Sandy                        |                |
| 2005 |                       | Trailer for a Remake of Gore Vidal's Caligula (rövidfilm) | Attia, kurtizán              |                |
| 2006 | TV játék              | The TV Set                                                | Natalie Klein                | Farkas Zita    |
| 2013 |                       | Deep Dark Canyon                                          | Cheryl Cavanaugh             |                |
| 2021 |                       | Violet                                                    | rendező, író és társproducer | –              |

### Televízió
| Év        | Magyar cím                                 | Eredeti cím                                  | Szerep                  | Megjegyzések                                   |
| --------- | ------------------------------------------ | -------------------------------------------- | ----------------------- | ---------------------------------------------- |
| 1982–1989 | Családi kötelékek                          | Family Ties                                  | Mallory Keaton          | 176 epizód                                     |
| 1984      |                                            | It's Your Move                               | Debbie                  | 1 epizód                                       |
| 1984      |                                            | Tales from the Darkside                      | Susan 'Pookie' Anderson | 1 epizód                                       |
| 1985      |                                            | ABC Afterschool Special                      | Sara White              | 1 epizód                                       |
| 1985      |                                            | Right to Kill?                               | Deborah Jahnke          | tévéfilm                                       |
| 1985      |                                            | Family Ties Vacation                         | Mallory Keaton          | tévéfilm                                       |
| 1986      | Érzed, hogy táncolok?                      | Can You Feel Me Dancing?                     | Karin Nichols           | tévéfilm                                       |
| 1986      | Éjszakai lift                              | Scary Tales: Night Elevator                  | Molly                   | - tévéfilm - magyar hangja: - Kocsis Judit     |
| 1988      |                                            | Mickey's 60th Birthday                       | Mallory Keaton          | tévéfilm                                       |
| 1990      | Végzetes videó                             | The Fatal Image                              | Megan Brennan           | - tévéfilm - magyar hangja: - Györgyi Anna     |
| 1992      | Halálos fogás                              | Deadbolt                                     | Marty Hiller            | - tévéfilm - magyar hangja: - Simon Mari       |
| 1992      | Egy idegen pillantása                      | In the Eyes of a Stranger                    | Lynn Carlson            | tévéfilm                                       |
| 1992      |                                            | Primary Motive                               | Darcy Link              | tévéfilm                                       |
| 1994      | Terror az éjszakában                       | Terror in the Night                          | Robin Andrews           | - tévéfilm - magyar hangja: - Nyírő Bea        |
| 1994      | Egy másik asszony                          | Another Woman                                | Lisa Temple             | - tévéfilm - magyar hangja: - Udvaros Dorottya |
| 1995      |                                            | A Bucket of Blood                            | Carla                   | tévéfilm                                       |
| 1996      | Lois és Clark: Superman legújabb kalandjai | Lois & Clark: The New Adventures of Superman | Sarah / Zara            | 4 epizód                                       |
| 1996–1997 | Mintapasik                                 | Men Behaving Badly                           | Sarah Stretten          | 22 epizód                                      |
| 1999      | Fecsegő tipegők                            | Rugrats                                      | Art Patron (hangja)     | 1 epizód                                       |
| 2002      | Ozzy és Drix                               | Ozzy & Drix                                  | Rota (hangja)           | 1 epizód                                       |
| 2003      | Változó idők                               | Out of Order                                 | Annie                   | 6 epizód                                       |
| 2004      |                                            | Humor Me                                     | Paula                   | tévéfilm                                       |
| 2004      | Nyomoz az anyuci                           | The Hollywood Mom's Mystery                  | Lucy Freers             | tévéfilm                                       |
| 2004–2005 | Szívem csücskei                            | Still Standing                               | Terry                   | 3 epizód                                       |
| 2006      | Az ítélet: család                          | Arrested Development                         | Nellie Bluth            | 1 epizód                                       |
| 2006      |                                            | To Have and to Hold                          | Meg                     | tévéfilm                                       |
| 2006      | A férfi fán terem                          | Men in Trees                                 | Lynn Barstow            | 10 epizód                                      |
| 2007      | Az ionvihar torkában                       | Hybrid                                       | Andrea                  | tévéfilm                                       |
| 2008      | Kaliforgia                                 | Californication                              | Mrs. Patterson          | 2 epizód                                       |
| 2008–2012 |                                            | Easy to Assemble                             | Justine Bateman         | 20 epizód                                      |
| 2008–2012 | Született feleségek                        | Desperate Housewives                         | Ellie Leonard           | 5 epizód                                       |
| 2009      | Psych – Dilis detektívek                   | Psych                                        | Victoria                | 1 epizód                                       |
| 2009      |                                            | Celebrity Ghost Stories                      | önmaga                  | 1 epizód                                       |
| 2010      | Doktor Addison                             | Private Practice                             | Sydney                  | 1 epizód                                       |
| 2011      | Gyilkos elmék: Alapos gyanú                | Criminal Minds: Suspect Behavior             | Margaret                | 1 epizód                                       |
| 2013      | Modern család                              | Modern Family                                | Angela                  | 1 epizód                                       |

## Fordítás
- Ez a szócikk részben vagy egészben  a   Justine Bateman című angol Wikipédia-szócikk ezen változatának fordításán alapul.  Az eredeti cikk szerkesztőit annak laptörténete sorolja fel. Ez a jelzés csupán a megfogalmazás eredetét és a szerzői jogokat jelzi, nem szolgál a cikkben szereplő információk forrásmegjelöléseként.